# Yabakei

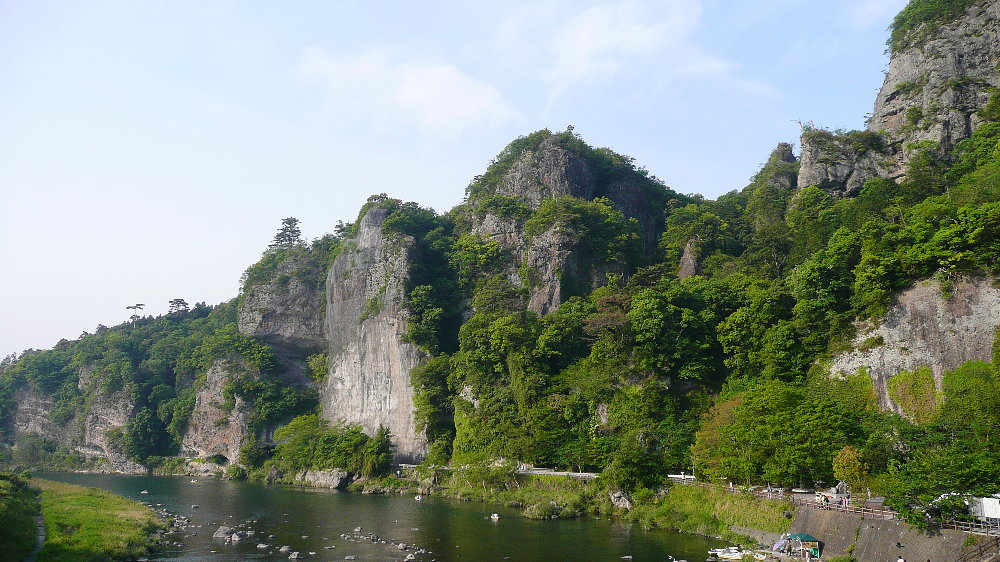
Yabakei

La gorge de Yabakei (耶馬渓) est un site remarquable répertorié comme monument naturel du Japon. Elle chevauche les municipalités de Kusu et Nakatsu dans la préfecture d'Ōita au Japon,,. Situé au sein du parc quasi national de Yaba-Hita-Hikosan, le site a été choisi pour figurer parmi les 100 paysages du Japon de l'ère Shōwa,.